# Neoseiulus liticellus
Neoseiulus liticellus är en spindeldjursart som först beskrevs av Athias-Henriot 1966.  Neoseiulus liticellus ingår i släktet Neoseiulus och familjen Phytoseiidae. Inga underarter finns listade i Catalogue of Life.